# Leszek van Ratibor
Leszek van Ratibor (circa 1292 - 1336) was van 1306 tot 1336 hertog van Ratibor. Hij behoorde tot het huis Piasten.

## Levensloop
Leszek was de enige zoon van hertog Przemysław van Ratibor en Anna van Mazovië, dochter van hertog Koenraad II van Mazovië. In 1332 huwde hij met Agnes (1321-1362), dochter van hertog Hendrik IV van Glogau. Dit huwelijk bleef echter kinderloos.
In 1306 overleed zijn vader, waarna Leszek hem opvolgde als hertog van Ratibor. Omdat hij nog minderjarig was, werd zijn oom, hertog Mieszko I van Teschen, regent. Het was vermoedelijk na diens dood in 1315 dat Leszek zijn regeringsgebied zelfstandig begon te regeren. Rond het jaar 1327 verwierf hij ook het district Gleiwitz en in 1334 kreeg hij ook het hertogdom Cosel toegewezen. 
Samen met acht andere hertogen van Silezië protesteerde Leszek in 1318 bij de paus in Avignon tegen de hoofdbelasting, die het bisdom Breslau in de plaats van de tot dan gebruikelijke Sint-Pieterspenning. Nadat ze er niet in geslaagd waren om dit tegen te houden, weigerden ze om de hoofdbelasting in te voeren. Daarop werden ze in 1319 door de bisschop van Breslau geëxcommuniceerd en werden hun gebieden onder interdict geplaatst. De excommunicatie van Leszek en de andere hertogen werd uiteindelijk in 1321 opgeheven. 
Op 18 januari 1327 legde Leszek net als vier andere hertogen van Silezië een eed van trouw af aan koning Jan van Bohemen, waarmee Leszek en de vier anderen officieel vazal van het koninkrijk Bohemen werden. Op 25 januari 1327 ondertekende Leszek in Bytom het akkoord waarin hij Jan van Bohemen als zijn leenheer erkende. 
Na zijn dood in 1336 werd hij bijgezet in het dominicanenklooster van Ratibor. Omdat hij zonder mannelijke nakomelingen was overleden, gingen zijn gebieden naar de Boheemse kroon. Hetzelfde jaar schonk koning Jan van Bohemen zijn gebieden vervolgens aan hertog Nicolaas II van Troppau, die met Leszeks zus Agnes gehuwd was. Omdat Nicolaas II tot een zijlinie van het huis Přemysliden behoorde, leidde deze gebiedsovername tot protest van de andere hertogen van Silezië. Uiteindelijk kwam het tussen een akkoord tussen de hertogen en koning Jan, waarbij Nicolaas II het district Gleiwitz en het hertogdom Cosel moest afstaan. 